# Vrouw, en profil voor de zonnebloemen van Van Gogh
Vrouw, en profil voor de zonnebloemen van Van Gogh is een schilderij van de Nederlandse impressionistische kunstschilder Isaac Israëls, geschilderd circa 1917-1918, olieverf op doek, 70 x 55 centimeter groot. Het een model met ontbloot bovenlijf voor een versie van de Zonnebloemen van Vincent van Gogh. Het werk bevindt zich thans in de collectie van het Museum De Fundatie te Zwolle.

## Context
In 1917 betrok Isaac Israëls na lang aarzelen het atelier van zijn vader Jozef in Den Haag. Hij had toen net twee schilderijen van Vincent van Gogh in bruikleen gekregen van Jo Bonger, de weduwe van Vincents broer Theo. Het betrof een exemplaar uit de beroemde reeks Zonnebloemen (thans in de National Gallery te Londen) en Het gele huis in Arles, waar Vincent gewoond had (thans in het Van Gogh Museum te Amsterdam). Isaac had verzocht de werken in bruikleen te krijgen om Vincents intense kleurgebruik te bestuderen. Tegelijkertijd gebruikte hij de schilderijen zoals ze in zijn atelier hingen diverse keren als achtergrond voor zijn eigen werk.

## Afbeelding
In Vrouw, en profil voor de zonnebloemen van Van Gogh laat Israëls een jonge vrouw als Javaanse danseres met ontbloot bovenlijf poseren voor de versie van de Zonnebloemen. Het model is waarschijnlijk afkomstig uit de vriendenkring Raden Mas Jodjana (1893-1972), een Javaanse prins die naar Nederland kwam om te studeren en naam maakte als danser. In 1915 raakte hij bevriend met Israëls, die hem ook meermaals zou portretteren, vaak in Javaans ornaat. Eind 1921 reisde Israëls op aanraden van Jodjana af naar Nederlands-Indië om er ruim een jaar te tekenen en te schilderen.
Vrouw, en profil voor de zonnebloemen van Van Gogh  is vooral bedoeld als een studie in contrasten, maar toont tevens Israëls' bewondering voor het 'Franse' werk van Van Gogh, dat toen in Nederland nog niet alom gedeeld werd. Niettemin maakt hij duidelijk geen kopie van Van Goghs werk, maar werkt het uit in zijn typerende schetsachtige stijl, met de kenmerkende brede en vlakke toets. Opvallend is de voor zijn doen zorgvuldige tekening en belijning van het model, welke dit werk een bijzondere plek geeft binnen zijn oeuvre.
Israëls maakte nog een groot aantal andere werken waarop Van Goghs Zonnebloemen op de achtergrond 'figureren', waardoor het soms lijkt of hij ze vaker geschilderd heeft dan Van Gogh zelf. In Hommage aan Van Gogh laat hij zijn model gekleed in een blauwe blouse aandachtig naar het schilderij kijken. In diverse andere, kwalitatief wat mindere werken lijkt het werk louter als decoratie te dienen.

## Galerij

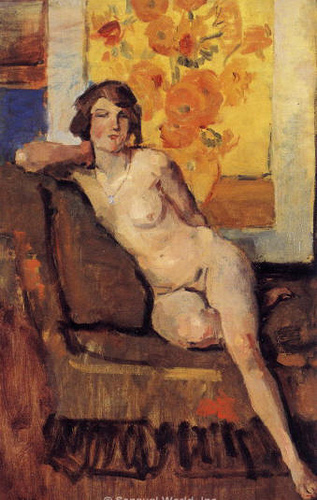
Naakt, model voor Van Goghs Zonnebloemen
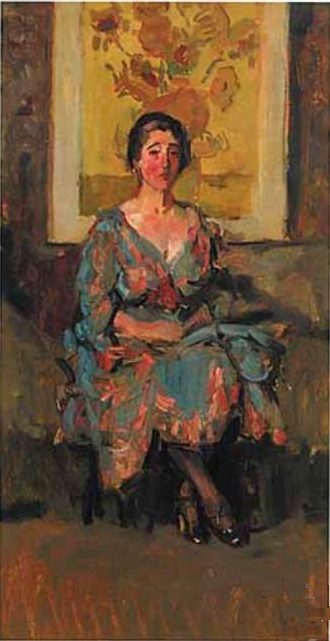
Zittende vrouw voor Van Goghs Zonnebloemen
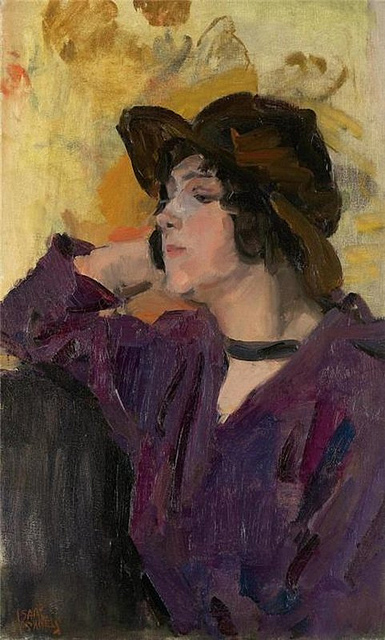
Vrouw voor Van Goghs Zonnebloemen
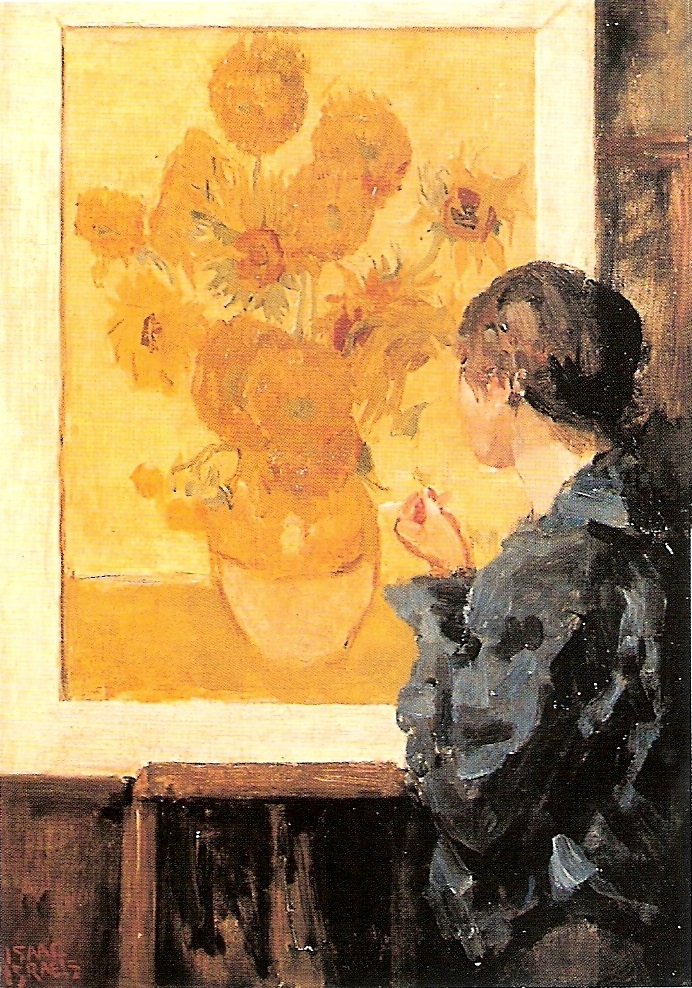
Hommage aan Van Gogh